# Cantone dei cavalieri del Danubio

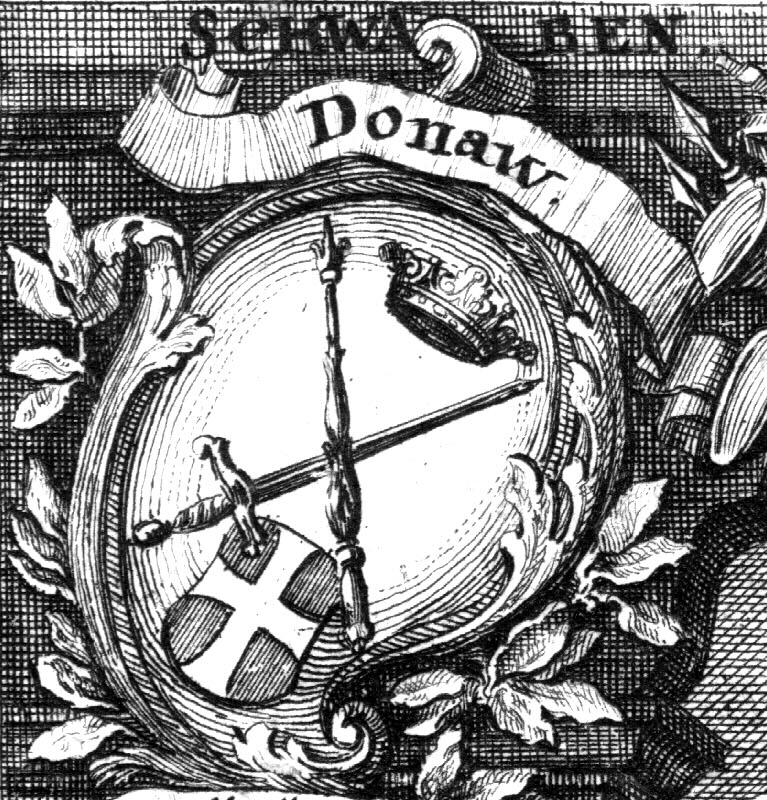
Stemma del cantone dei cavalieri del Danubio nel Codex diplomaticus equestris cum continuatione del 1721

Il cantone dei cavalieri del Danubio (tedesco: Ritterkanton Donau) fu un circolo di cavalieri del Sacro Romano Impero appartenente al Circolo dei cavalieri della Svevia.

## Confini
L'area del cantone del Danubio si estendeva lungo la regione sveva del percorso del Danubio.

## Storia
Il cantone dei cavalieri del Danubio venne creato a partire dal XVI secolo in Germania, in Svevia. Esso aveva sede nella città di Ehingen, dove si trovava la Ritterhaus e ad Ulma sede della cancelleria e poi Ehingen.
Il circolo venne chiuso col crollo del Sacro Romano Impero, la mediatizzazione degli stati principeschi e la soppressione infine dei circoli cavallereschi il 16 agosto 1806.

## Famiglie dei cavalieri imperiali del cantone del Danubio
- Bernhausen: Signoria di Herrlingen-Klingenstein
- Bömelburg, Bem(m)elberg
- Eyb
- Freyberg
- Fugger: Signora di Brandenburg
- Hornstein: Castello di Hornstein, Signoria di Bußmannshausen
- Liebenstein
- Neuhausen aus Neuhausen auf den Fildern con metà di Gut Schnürpflingen
- Oettingen
- Palm-Gundelfingen con la Signoria di Hohengundelfingen
- Raßler von Gamerschwang
- Reichlin von Meldegg, Signoria di Fellheim
- Reuttner von Weyl, Signoria di Hürbel
- Riedheim: Signoria di Rettenbach, Harthausen e Stetten ob Lontal
- Rodt (Roth) von Bußmannshausen
- Roth von Schreckenstein
- Schenk von Castell
- Schwarzenberg
- Schwendi
- Speth (Späth): Signoria di Schülzburg (anche Speth von Schülzburg)
- Stadion
- Stain: Signoria di Bergenweiler
- Stotzingen
- Stauffenberg
- Tänzl von Tratzberg
- Thurn und Taxis
- Ulm-Erbach-Mittelbiberach
- Ungelter von Deissenhausen
- Vöhlin aus Illertissen
- Welden, Signora di Welden
- Wernau
- Westernach